# ランドウィック市長
ランドウィック市長 (Mayor of Randwick) は、オーストラリア連邦ニューサウスウェールズ州シティ・オブ・ランドウィックの首長である。

## 一覧
| 任期            | 氏名                                   |
| --------------- | -------------------------------------- |
| 1859年 - 1860年 | シメオン・ヘンリー・ピアース           |
| 1861年 - 1862年 | ジョン・ドーソン                       |
| 1863年          | チャールズ・ムーア                     |
| 1864年 - 1865年 | ジョン・ドーソン                       |
| 1866年 - 1868年 | シメオン・ヘンリー・ピアース           |
| 1869年          | マグナス・ペデン                       |
| 1870年 - 1872年 | ウォルター・ブラッドリー               |
| 1873年          | ジョン・トンプソン                     |
| 1874年          | トーマス・ロジャー・ヨー               |
| 1875年          | ジェームズ・ホーキンズ・ブッチャート   |
| 1876年          | トーマス・スタッチベリー               |
| 1877年          | ウィリアム・マグワイア                 |
| 1877年 - 1878年 | ジョージ・キス                         |
| 1879年          | ジョージ・ウォール                     |
| 1880年 - 1881年 | ジョン・シー                           |
| 1882年          | シメオン・ヘンリー・ピアース           |
| 1883年          | ジョージ・デニング                     |
| 1884年          | ウォルター・ブラッドリー               |
| 1885年          | ジョージ・デニング                     |
| 1886年          | ジョン・シー                           |
| 1887年 - 1889年 | トーマス・ロウ                         |
| 1890年 - 1892年 | ジェームズ・ロバートソン               |
| 1893年          | ヘンリー・ F・フランシス               |
| 1894年 - 1895年 | フレデリック・W・H・ピアース           |
| 1896年 - 1897年 | ジョン・ペリー                         |
| 1898年          | ウィリアム・ヒューストン               |
| 1899年 - 1900年 | セオドア・パウエル                     |
| 1900年 - 1901年 | アイザック・バーカー・ホジソン         |
| 1902年 - 1903年 | ジョージ・ゲイル                       |
| 1904年          | ジェームズ・ヒンクス                   |
| 1905年          | ジェームズ・スネイプ                   |
| 1906年 - 1907年 | ジョン・キャンベル・マクドゥーガル     |
| 1908年 - 1909年 | ジェームズ・スネイプ                   |
| 1910年          | トーマス・ロバート・ギルダーゾープ     |
| 1911年          | ダグラス・マクスウェル・クーパー       |
| 1912年          | トーマス・ロバート・ギルダーゾープ     |
| 1913年          | アーチボルド・キャンベル               |
| 1914年          | ダグラス・マクスウェル・クーパー       |
| 1915年 - 1916年 | フレデリック・ヘンリー・クラーク       |
| 1916年 - 1917年 | ジョン・フェントン                     |
| 1918年 - 1919年 | ハイマン・ゴールドスタイン             |
| 1920年 - 1921年 | ジョージ・ジェームズ・ベーカー         |
| 1922年 - 1924年 | アーネスト・トレジダー                 |
| 1925年          | ジェームズ・アンブローズ・バルドン     |
| 1926年          | アーネスト・トレジダー                 |
| 1927年 - 1928年 | ジョン・ダンニンガム                   |
| 1929年 - 1930年 | ジョン・ジェニングス                   |
| 1931年 - 1932年 | アーサー・ムーヴァリー                 |
| 1933年 - 1934年 | サイラス・ガーネット・ペイン           |
| 1935年 - 1936年 | マーク・フッツ                         |
| 1937年 - 1938年 | レジナルド・フィッツジェラルド・ボアク |
| 1939年 - 1940年 | ジョン・V・ディック                    |
| 1941年          | レジナルド・ウィリアム・ビーラー       |
| 1942年          | ジェームズ・オサリヴァン               |
| 1943年          | ジョン・クイントン・ヘニング・ルビー   |
| 1944年          | ジョージ・アーネスト・ラッシュ         |
| 1945年          | レジナルド・ウィリアム・ビーラー       |
| 1946年          | ジョン・V・ディック                    |
| 1947年          | ウィリアム・ジョン・ヘファナン         |
| 1948年          | ウォルター・パジェン                   |
| 1949年          | アンドルー・トムソン・ベッドフォード   |
| 1950年          | ジョージ・ニコラス・エリアス・ダン     |
| 1951年          | ライオネル・ボウエン                   |
| 1952年          | ルー・ウォルシュ                       |
| 1953年          | マシュー・ドワイヤー                   |
| 1954年          | ハリー・ジェンセン                     |
| 1955年          | ライオネル・ボウエン                   |
| 1956年          | ランヴィル・アシュモア・ポップルウェル |
| 1957年 - 1958年 | ウィリアム・ヘンリー・ルーカス         |
| 1959年 - 1962年 | A・チャールズ・モロイ                  |
| 1963年 - 1968年 | ビル・ヘイ                             |
| 1969年          | ピーター・サフィン                     |
| 1970年 - 1971年 | ランヴィル・アシュモア・ポップルウェル |
| 1971年 - 1972年 | F・C・ウォーラー                       |
| 1972年 - 1973年 | フランク・アムーア                     |
| 1973年 - 1974年 | R・H・コーニッシュ（行政官）           |
| 1974年 - 1977年 | J・H・ラスコム（行政官）               |
| 1977年 - 1979年 | ビル・ニューマン                       |
| 1979年 - 1980年 | ケン・フィン                           |
| 1980年 - 1983年 | ジョン・フランシス・フォード           |
| 1984年 - 1984年 | ジョン・ブキャナン                     |
| 1984年 - 1985年 | レス・フレデリック・ブリッジ           |
| 1985年 - 1986年 | ビル・ニューマン                       |
| 1986年 - 1988年 | ジョン・スカリオン                     |
| 1988年 - 1989年 | ビル・ブレイク                         |
| 1989年 - 1990年 | ポール・ベイウッティ                   |
| 1990年 - 1991年 | チャールズ・マシューズ                 |
| 1991年 - 1992年 | ジョン・ブキャナン                     |
| 1992年 - 1993年 | マーガレット・マーティン               |
| 1993年 - 1996年 | クリス・バスティック                   |
| 1996年 - 1997年 | マーガレット・マーティン               |
| 1997年 - 1998年 | ケン・フィン                           |
| 1998年 - 2004年 | ドミニク・サリバン                     |
| 2004年 - 2005年 | マレイ・マトソン                       |
| 2005年 - 2006年 | テッド・セン                           |
| 2006年 - 2007年 | ポール・トレイシー                     |
| 2007年 - 2009年 | ブルース・ノトリー＝スミス             |
| 2009年 - 2010年 | ジョン・プロコピアディス               |
| 2010年 - 2011年 | マレイ・マトソン                       |
| 2011年 - 2012年 | スコット・ナッシュ                     |
| 2012年 - 2013年 | トニー・ボウエン                       |
| 2013年 - 現在   | スコット・ナッシュ                     |